# Montagne Chief
La montagne Chief, en anglais Chief Mountain, littéralement en français « montagne du chef », est une montagne située aux États-Unis dans l’État du Montana près de la frontière entre le parc national de Glacier et la réserve indienne des Pieds-Noirs. La montagne est très visible grâce à la différence d’altitude (1 524 m) existante entre son sommet et les Grandes Plaines environnantes.
La montagne était sacrée chez les Amérindiens durant des milliers d’années. Les premiers explorateurs blancs aperçurent la montagne à la fin des années 1700 et la nommèrent Kings Peak sur les cartes du Royaume-Uni en 1795. Meriwether Lewis, de l'expédition Lewis et Clark, a vu la montagne en 1805 et l'a nommée Tower Mountain (la « montagne tour »). Le nom a été changé en Chief Mountain à la fin du XIXe siècle en fonction du nom donné par la tribu indienne des Pieds-Noirs. Lors de la création du parc national de Glacier en 1910, la partie orientale fut incorporée dans le parc alors que la partie occidentale restait sous la juridiction de la réserve indienne des Pieds-Noirs.
La roche est composée de roches sédimentaires ce qui rend les faces lisses et donc difficiles à escalader (difficulté A4). Henry Stimson et d'autres explorateurs gravirent la montagne par son flanc ouest le 8 septembre 1892. Il s'agissait de la première ascension connue de la montagne par des blancs. Au sommet, Stimson aperçut des restes cérémoniaux de crânes de bisons laissés par des Amérindiens. Le flanc oriental ne fut escaladé qu'en 1951. Bien que ce côté soit plus facile à escalader, il fait partie de la réserve indienne et il est obligatoire de disposer d'un permis pour y aller.

## Géologie
Ce piton est le vestige le plus oriental du chevauchement de Lewis, un plissement tectonique qui s'est produit au Protérozoïque, il y a plus de 1,5 milliard d'années. Autrefois recouvert de sédiments quaternaires et de dépôts du Crétacé supérieur, l'érosion a laissé à nu une klippe calcaire du Précambrien.